# Claude King

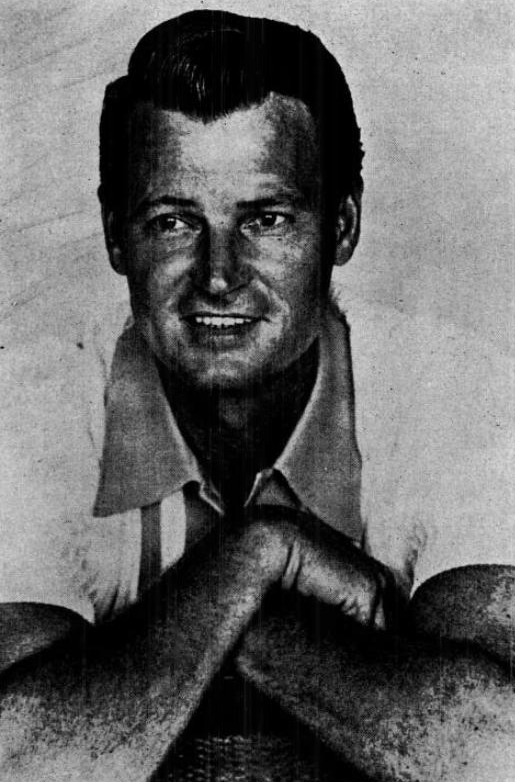
Claude King

Claude King (Keithville, Louisiana, 5 februari 1923 – Shreveport, 7 maart 2013) was een Amerikaans schrijver en zanger van countrymuziek.
Zijn grootste hit had hij in 1962 met "Wolverton Mountain".
In 1961 was zijn eerste hit "Big River, Big Man", daarna zong hij "The Comancheros", geïnspireerd op de film The Comancheros met John Wayne. Met "Wolverton Mountain", geschreven samen met Nashville-grootheid Merle Kilgore, brak hij echt door als countryzanger in de Verenigde Staten en Engeland.
King maakte dat jaar ook nog het burgeroorloglied "The Burning Of Atlanta", waarmee hij weer een hit had. In 1963 was hij succesvol met "I've Got The World By The Tail", "Sheepskin Valley", "Building a Bridge" en "Hey Lucille!", in 1964 met "Sam Hill" en in 1965 met "Tiger Woman" en "Little Buddy".
Door zijn uitstraling en eigen stijl bleef King een succesvol countryzanger. "Catch a Little Raindrop" en "All For The Love Of A Girl" uit 1969 bewijzen dat. Tot eind 1973 behaalde hij 29 hits.
King was naast zanger en performer ook nog acteur in enkele films en tv-series, zoals in de miniserie The Blue and the Gray uit 1982.
Arkansas riep 7 augustus uit tot "Wolverton Mountain Day". In 1982 kwam er een cd uit met liedjes geschreven door Vosbury en Tillman Franks (die ook Kings manager was) en King zelf met de titel Cowboy in the White House. De cd verscheen onder het label Sun Records. James Burton, gitarist van Elvis Presley, speelde ook mee op het album.
In februari 2013 was hij 67 jaar getrouwd, een maand later overleed hij op 90-jarige leeftijd.